# Z-14 Friedrich Inn
Z-14 Фридрих Инн (нем. Z-14 «Friedrich Ihn») — немецкий эскадренный миноносец типа 1934A.
Заложен 30 мая 1935 года на верфи фирмы «Блом и Фосс» в Гамбурге. Спущен на воду 5 ноября 1935 года и 6 апреля 1938 года вступил в строй и вошёл в состав 3 дивизиона 1 флотилии.
19 августа 1938 года участвовал во флотском смотре с участием рейхсканцлера Гитлера и регента Венгрии адмирала Хорти. С 18 апреля по 15 мая 1939 года совершал плавание к побережью Испании и Марокко, после чего принимал участие в оккупации Мемеля (май 1939).
С началом Второй мировой войны принимал участие в Польской кампании. С сентября по декабрь 1939 года действовал в Северном море и Балтийских проливах, участвовал в минно-заградительных операциях у восточного побережья Великобритании. После этого до апреля 1940 проходил ремонт.
В июне — июле 1940 года действовал у побережья Норвегии.
С сентября по ноябрь 1940 базировался и действовал в западной Франции. С ноября 1940 года по январь 1941 года находился в ремонте. С апреля по июль 1941 года снова в Западной Франции. С августа по декабрь 1941 года очередной ремонт.
В феврале 1942 года участвовал в операции «Церберус», после чего до июля действовал в Норвегии. В частности, в марте участвовал в операции против конвоев PQ-12/QP-8, в ходе которой 7 марта 1942 года, находясь в охранении линкора «Тирпиц», в Баренцевом море потопил со всем экипажем (34 человека) советский лесовоз «Ижора».
В июле — декабре 1942 года снова в ремонте. С января по ноябрь 1943 года действовал в Балтийских проливах. После чего снова в ремонте до апреля 1944 года. С июня и до конца войны действовал в Балтийских проливах. 5-8 мая 1945 г участвовал в эвакуации германских войск с косы Хель в Копенгаген. Там же и капитулировал. По репарациям передан СССР, вошёл в состав флота под названием «Прыткий». 22 марта 1952 исключен из списков флота и сдан на слом.